# Hajan Sawadjaan
Hajan Sawadjaan, connu également sous le nom de Hatib Hajan Sawadjaan, né à Jolo à une date inconnue et décédé en juillet 2020 à Patikul, est un insurgé philippin affilié au groupe armé Abou Sayyaf, actif principalement dans l’archipel de Sulu, au sud des Philippines. Il occupa, à partir de la décennie 2010, une position éminente au sein de ladite faction, laquelle prêta allégeance à l’organisation État islamique (EI) dès l’année 2014. 
Le 6 juillet 2020, lors d’un engagement armé survenu à Barangay Bakong, dans la municipalité de Patikul (province de Sulu), Hajan Sawadjaan fut grièvement blessé à l’occasion d’un heurt avec les forces gouvernementales. Il succomba à ses blessures dans les jours qui suivirent. Son corps fut ultérieurement retrouvé puis inhumé par les hommes de son parent Mundi Sawadjaan, lui-même considéré comme un lieutenant ou sous-chef au sein du même groupement armé.

## Début de la vie
Hajan Sawadjaan nait à Jolo, dans la province de Sulu, au sein d’une maisonnée paysanne. D’après un rapport émanant de l’armée philippine, il ne paraît pas avoir poursuivi sa scolarité au-delà de l’instruction primaire. Confronté à des vicissitudes d’ordre économique, il exerça la profession de bûcheron dans la localité de Patikul. Il se marie avec une femme originaire du village de Tanum. 

## Carrière
En tant qu’ancien, il a servi comme prédicateur dans une mosquée locale. Son implication dans la prédication lui a valu le titre de « hatib » ou prédicateur en arabe. 
Sawadjaan intégra initialement la faction sécessionniste du Front de libération nationale Moro (MNLF), où il servit sous les ordres de Radulan Sahiron. Il suivit ce dernier lorsque celui-ci se désolidarisa du MNLF pour rallier, en 1992, le groupe Abou Sayyaf. À cette époque, cette organisation venait d’être structurée sous l’égide de Yusop Jikiri, lequel était également un cadre dissident du MNLF. 
Abu Sayaff s'affilierait au groupe État islamique (EI).
En 2017, lors de la bataille de Marawi, Isnilon Hapilon, chef du groupe Abou Sayyaf, trouva la mort. Hapilon avait été désigné comme « émir » des opérations de l’État islamique (EI) en Asie du Sud-Est. Les autorités philippines rapportèrent qu’en 2018, Sawadjaan s’engagea à prendre la tête des factions affiliées à l’EI dans l’archipel. Un document américain mentionna également que Sawadjaan assumait, à titre intérimaire, la fonction d’« émir » régional de l’organisation, tout en soulignant qu’aucun lien formel n’avait pu être établi entre les insurgés philippins et la structure centrale de l’EI, établie au Moyen-Orient. 